# Tsjechisch kampioenschap mountainbike
Het Tsjechisch kampioenschap mountainbike is een jaarlijks kampioenschap in Tsjechië waarin gestreden wordt om de nationale titel in de Wielersportdiscipline mountainbiken. 

## Erelijst

### Mannen
| Jaar | Plaats         | · Kampioen       | · 2de            | · 3de            |
| ---- | -------------- | ---------------- | ---------------- | ---------------- |
| 2013 |                | Ondřej Cink      | Jan Škarnitzl    | Matous Ulman     |
| 2012 |                | Pavel Boudný     | Milan Spesný     | Filip Eberl      |
| 2011 |                | Jan Škarnitzl    |                  |                  |
| 2010 | Kurim          | Jaroslav Kulhavý | Kristian Hynek   | Jan Škarnitzl    |
| 2009 |                |                  |                  |                  |
| 2008 | Pvelké Losiny  | Jaroslav Kulhavý | Jiri Friedl      | Jan Škarnitzl    |
| 2007 | Zadov          | Jaroslav Kulhavý | Milan Spesný     | Jan Škarnitzl    |
| 2006 | Ceska Kamenice | Pavel Boudný     | Jaroslav Kulhavý | Filip Eberl      |
| 2005 |                | Pavel Boudný     | Milan Spesný     | Tomas Vokrouhlik |

### Vrouwen
| Jaar | Plaats | · Kampioen      | · 2de           | · 3de           |
| ---- | ------ | --------------- | --------------- | --------------- |
| 2013 |        | Tereza Huřiková | Pavla Havlíková | Lucie Vesela    |
| 2012 |        | Tereza Huřiková | Lucie Vesela    | Pavlina Sulcova |
| 2011 |        | Tereza Huřiková |                 |                 |
| 2010 | Kurim  | Kateřina Nash   | Pavla Havlíková | Tereza Huřiková |
| 2009 |        |                 |                 |                 |
| 2008 |        |                 |                 |                 |
| 2007 | Zadov  | Kateřina Nash   | Tereza Huřiková | Šárka Chmurová  |